# Surtjärnen (Torsåkers socken, Gästrikland, vid Hyn)
Surtjärnen är en sjö i Hofors kommun i Gästrikland och ingår i Gavleåns huvudavrinningsområde. Sjön har en area på 0,0066 kvadratkilometer och ligger 171,5 meter över havet.
Surtjärnen ligger i naturreservatet Surtjärn och Surtjärn Natura 2000-område.

## Delavrinningsområde
Surtjärnen ingår i det delavrinningsområde (672195-152354) som SMHI kallar för Utloppet av Surtjärn. Medelhöjden är 221 meter över havet och ytan är 1,33 kvadratkilometer. Det finns inga avrinningsområden uppströms utan avrinningsområdet är högsta punkten. Vattendraget som avvattnar avrinningsområdet har biflödesordning 3, vilket innebär att vattnet flödar genom totalt 3 vattendrag innan det når havet efter 88 kilometer. Avrinningsområdet består mestadels av skog (94 procent).